# Stazione di Berlino-Grunewald
La stazione di Berlino-Grunewald (in tedesco Berlin-Grunewald) è una stazione ferroviaria della S-Bahn di Berlino. Si trova nell'omonimo quartiere berlinese nella zona residenziale ovest della città.

## Storia
L'edificio della stazione fu costruito nel 1889 secondo il piano dell'architetto Karl Cornelius.

## Movimento
La stazione con 4 binari si trova sulla linea che collega il centro della città attraverso il quartiere di Charlottenburg con la zona di Wannsee e Potsdam e viene servita dalla linea S7 della S-Bahn.